# Så skimrande var aldrig havet (album av Elisabeth Andreassen)
Så skimrande var aldrig havet är ett musikalbum av den norska sångerskan Elisabeth Andreassen, där hon spelat in visor skrivna av den svenske trubaduren Evert Taube. Skivan utkom i Norge den 15 september 1997 och i Danmark och Sverige den 25 maj 1998. Sångerna sjungs på svenska, men med moderna norska arrangemang av bland andra Jon Willy Rydningen, Petter Anthon Næss och Håkon Iversen och alla musiker är norska.
Bilderna i texthäftet är togs på Kjerringøy och Mjelle utanför Bodø i Nordland. Det var efter filmen "Telegrafisten", som spelades in där, som Elisabeth Andreassen blev förtjust i naturen och ville då att fotograf Morten Qvale skulle ta bilderna där. I maj 1997 utkom första singeln i Norge, "Som stjärnor små".
Albumet blev populärt bland både publik och kritiker. I samband med albumsläppet medverkade Elisabeth Andreassen ofta i norsk TV, och framförde låtar från albumet. Stora hitlåtar blev "Så skimrande var aldrig havet", "Så länge skutan kan gå", "Flickan i Havanna", "Som stjärnor små" och "Pepita dansar". När albumet släpptes i Sverige medverkade hon i svensk radio och TV, där hon sjöng och berättade om låtarna på skivan. I Sverige blev albumet mindre populärt, då många där ansåg att arrangemangen var för "häftiga". I Norge fanns två olika omslagsbilder till albumet, i Danmark och Sverige bara ett.

## Låtlista
1. "Som stjärnor små"
2. "Så skimrande var aldrig havet"
3. "Fragancia"
4. "Flickan i Havanna"
5. "Dansen på Sunnanö"
6. "I dina drömmar"
7. "Brevet från Lillan"
8. "Bibbi"
9. "Stockholmsmelodi"
10. "Pepita dansar"
11. "Min älskling"
12. "Morgon efter regn"
13. "Så länge skutan kan gå"

Alla låtar skrivna av Evert Taube utan "Flickan i Havanna" med text av Evert Taube och musik av Horatio Richmond Palmer.

## Medverkande

### Musiker
- Elisabeth Andreassen – sång
- Børge Petersen-Øverleir – gitarr
- Audun Erlien – basgitarr
- Olaf Kamfjord – kontrabas
- Øystein Trollsås – flöjt, saxofon
- Petter Anthon Næss – piano, synthesizer, dragspel, arrangement
- Jon-Willy Rydningen – piano, synthesizer, arrangement
- Per Tveit – piano, arrangement
- Gaute Storaas – programmering, arrangement
- Rune Arnesen – trummor, percussion
- Mats Ellingsen – trummor
- Joakim Nordin – marimba
- Vegard Johnsen – violin
- Atle Sponberg – violin
- Dorthe Dreier – viola
- Hans Josef Groh – cello
- Håkon Iversen – körsång, programmering, arrangement
- Marian Lisland – körsång
- Per Øystein Sørensen – körsång

### Produktion
- Håkon Iversen – musikproducent, ljudmix, mastering
- Kenneth M. Lewis – ljudtekniker, ljudmix
- Mikkel Schille – mastering
- Morten Qvale - foto
- Jørn Dalchow – omslagsdesign

## Listplaceringar
| Lista (1997) | Topplacering |
| ------------ | ------------ |
| Norge        | 15           |